# Pel·lícula de Langmuir-Blodgett
Una pel·lícula de Langmuir-Blodgett conté una o més monocapes d'un material orgànic, dipositats en la superfície d'un líquid sobre un sòlid per immersió del substrat sòlid sobre el líquid. Una monocapa s'adsorbeix homogèniament amb cada immersió o pas de fugida, per tant es poden obtenir pel·lícules amb un gruix molt precís.
Les molècules orgàniques formen monocapes que s'adsorbeixen en la superfície d'un líquid. Quan les molècules tenen certa solubilitat, les pel·lícules que es formen en la superfície es denominen monocapes de Gibbs i en elles existeix un equilibri dinàmic entre la molècula dissolta i la molècula en la superfície. Les monocapes que es formen a partir de molècules insolubles es denominen monocapes de Langmuir. La capa de molècules sobre la superfície del líquid és denominada monocapa de Langmuir, i després de la transferència, s'anomena pel·lícula de Langmuir-Blodgett.